# Prepona eugenes
Prepona eugenes är en fjärilsart som beskrevs av Bates 1865. Prepona eugenes ingår i släktet Prepona och familjen praktfjärilar. Inga underarter finns listade i Catalogue of Life.